# Andžs Flaksis
Andžs Flaksis, né le 18 mars 1991 à Priekule, est un coureur cycliste letton. 

## Biographie
Il se classe cinquième du Baltic Chain Tour au deuxième semestre 2018.

## Palmarès
- 2010
  - 2e du championnat de Lettonie du contre-la-montre espoirs
  - 3e du championnat de Lettonie sur route espoirs
- 2011
  -  Champion de Lettonie du contre-la-montre espoirs
  - Scandinavian Race Uppsala
  - 3e du Tour des Flandres espoirs
  - 3e du Jurmala GP
- 2012
  -  Champion de Lettonie sur route espoirs
  -  Champion de Lettonie du contre-la-montre espoirs
  - Riga Grand Prix
  - 2e du championnat de Lettonie sur route
  -  Médaillé d'argent au championnat d'Europe sur route espoirs
  - 3e du championnat de Lettonie du contre-la-montre
  - 3e de la Valley of the Sun Stage Race
- 2013
  -  Champion de Lettonie du contre-la-montre espoirs
  - 2e du championnat de Lettonie sur route espoirs
  - 5e du championnat d'Europe du contre-la-montre espoirs
- 2014
  - 3e du championnat de Lettonie du contre-la-montre
- 2016
  - 3e de The Reading 120
- 2017
  - Classement général du Tour de Beauce
- 2018
  - 3e du championnat de Lettonie sur route
- 2019
  - 1re et 2e étapes de l'Oklahoma City Classic
  - 3e du championnat de Lettonie sur route
- 2020
  - 4e étape de la XSports Kauss Cup
- 2021
  - 2e du championnat de Lettonie sur route
- 2022
  - 2e du championnat de Lettonie sur route

## Classements mondiaux
| Année                                 | 2010 | 2011 | 2012 | 2013 | 2014 | 2015 | 2016  | 2017  | 2018 | 2019  | 2020 | 2021 | 2022 | 2023  |
| ------------------------------------- | ---- | ---- | ---- | ---- | ---- | ---- | ----- | ----- | ---- | ----- | ---- | ---- | ---- | ----- |
| Classement mondial                    |      |      |      |      |      |      | 1110e | 1213e | 856e | 1083e | 930e | 652e | 712e | 1135e |
| UCI Europe Tour                       | 756e | 188e | 93e  | 640e | 652e | nc   | nc    | nc    | 517e | 771e  | 733e | 521e | 547e | nc    |
| UCI America Tour                      | nc   | nc   | nc   | nc   | nc   | 489e | 116e  | 93e   | nc   |       |      |      |      |       |
|                                       |      |      |      |      |      |      |       |       |      |       |      |      |      |       |
| Légende : nc = non classéSource : UCI |      |      |      |      |      |      |       |       |      |       |      |      |      |       |